# Witold Gwiazda
Witold Józef Gwiazda (ur. 27 listopada 1971 w Sieradzu) – polski polityk i urzędnik samorządowy, w latach 2006–2007 wicewojewoda łódzki, były przewodniczący rady miejskiej Zduńskiej Woli.

## Życiorys
Absolwent studiów z chemii oraz organizacji i zarządzania na Politechnice Łódzkiej. Pracował m.in. w Urzędach Kontroli Skarbowej w Sieradzu i Łodzi, a później w banku i w dziale marketingu w przedsiębiorstwie handlowym.
Zaangażował się w działalność polityczną w ramach Prawa i Sprawiedliwości, został pełnomocnikiem partii w powiecie zduńskowolskim i szefem miejskich struktur w Zduńskiej Woli. W 2002 wybrano go radnym Zduńskiej Woli, został m.in. sekretarzem powiatu zduńskowolskiego, a później prezesem spółki komunalnej zarządzającej sieciami cieplnymi (w związku z czym w 2005 zrezygnował z mandatu). 18 lutego 2006 powołano go na stanowisko wicewojewody łódzkiego, odpowiedzialnego m.in. za finanse, spółki Skarbu Państwa i fundusze z Unii Europejskiej. Funkcję sprawował do grudnia 2007. W tym samym roku bez powodzenia kandydował do Sejmu. W kolejnym roku wstąpił do stowarzyszenia „Ziemia Łódzka XXI” (powiązanego z ruchem Ruchem Obywatelskim „Polska XXI”).
W 2014 ponownie wybrano go do rady miejskiej Zduńskiej Woli z listy PiS, objął następnie funkcję jej przewodniczącego. Od 2015 zarządzał Zakładem Ochrony Mienia w Sieradzu, a w 2017 został prezesem zarządu spółki Megazec. W 2018 nie ubiegał się o reelekcję. W 2019 powołano go w skład rady nadzorczej Łódzkiej Agencji Rozwoju Regionalnego.

## Życie prywatne
Żonaty, ma dwoje dzieci.